# Policia Militar d'Israel
La Policia Militar d'Israel (en hebreu: המשטרה הצבאית) (HaMishtara HaTzvait) és un cos policial i una unitat militar que pertany a les Forces de Defensa d'Israel, la unitat va ser creada en 1948 i realitza tasques de seguretat i gendarmeria, les seves activitats principals són: el control del trànsit dels vehicles militars, la investigació dels delictes que han estat comesos per soldats israelians, detenir als desertors de les FDI, la vigilància de les bases militars de les FDI, la custòdia dels soldats que han estat fets presoners, ajudar a la Policia de Fronteres d'Israel en els territoris de Judea i Samaria, la prevenció de delictes, i col·laborar amb la Policia d'Israel i amb les autoritats civils de l'Estat. Els seus reclutes s'entrenen en una base militar anomenada Bahad 13, els seus membres pertanyen a les FDI i han de completar la mateixa instrucció militar bàsica que els altres membres de les FDI. Per esdevenir policies, a més de la seva formació militar, els reclutes han de rebre diversos ensenyaments de caràcter policial que inclouen: cursos sobre criminologia, policia científica, control del trànsit, normes de circulació, detenció de sospitosos, defensa personal i pràctiques de tir amb arma de foc.

## Galeria d'imatges

Policia Militar d'Israel
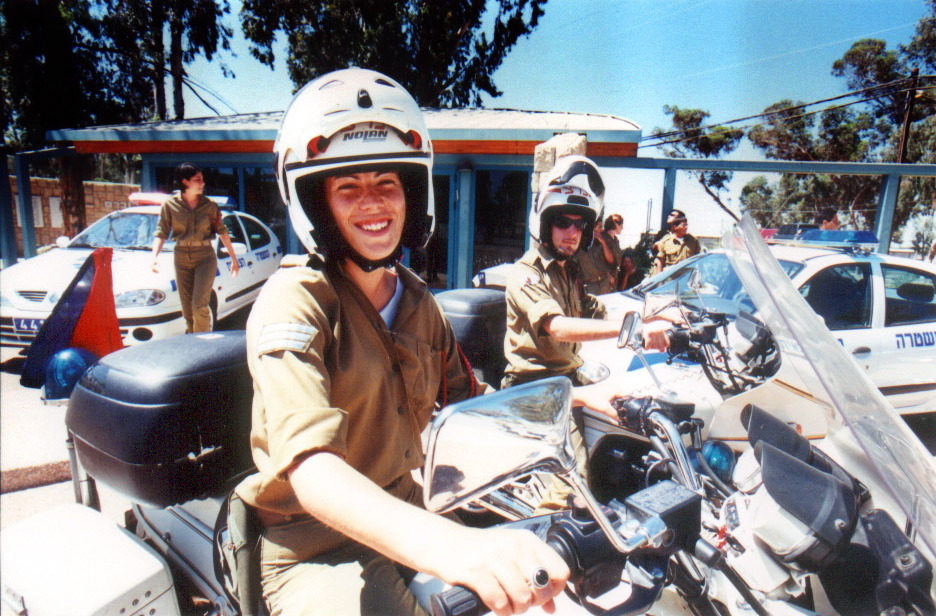
Unitat motoritzada de la Policia Militar Israeliana.
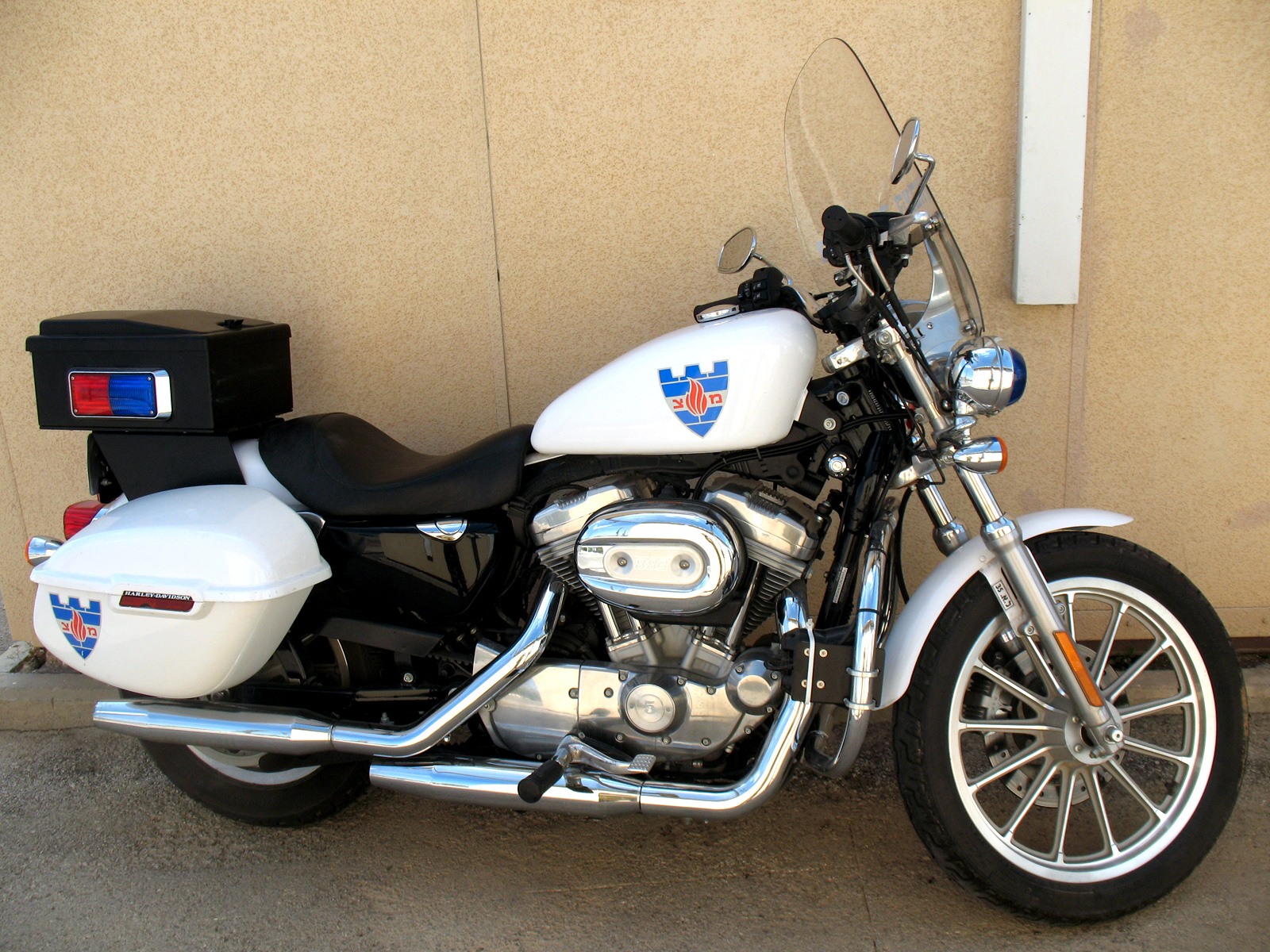
Motocicleta Harley-Davidson de la Policia Militar de les FDI.
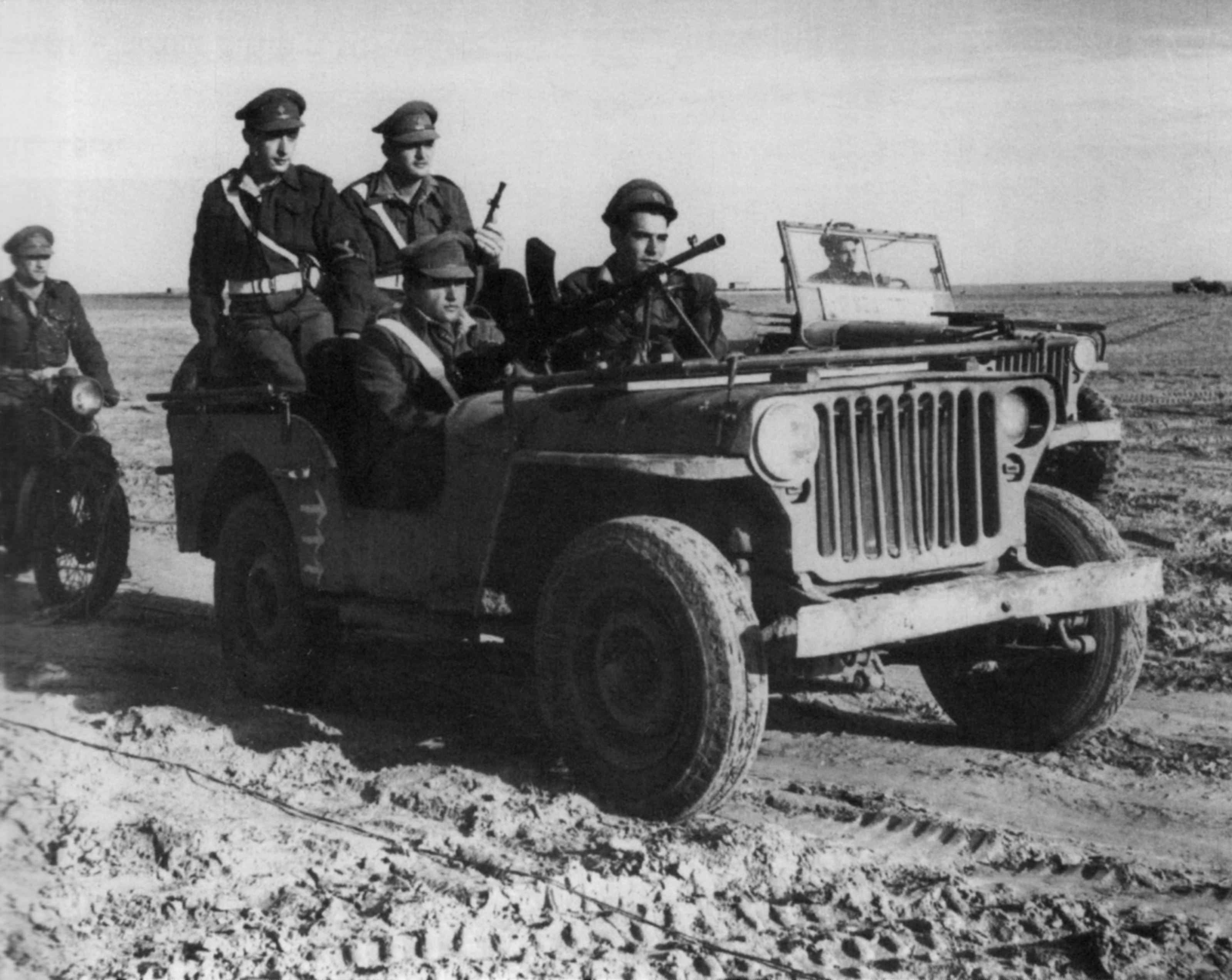
Policies Militars d'Israel montats en un Jeep en 1948.
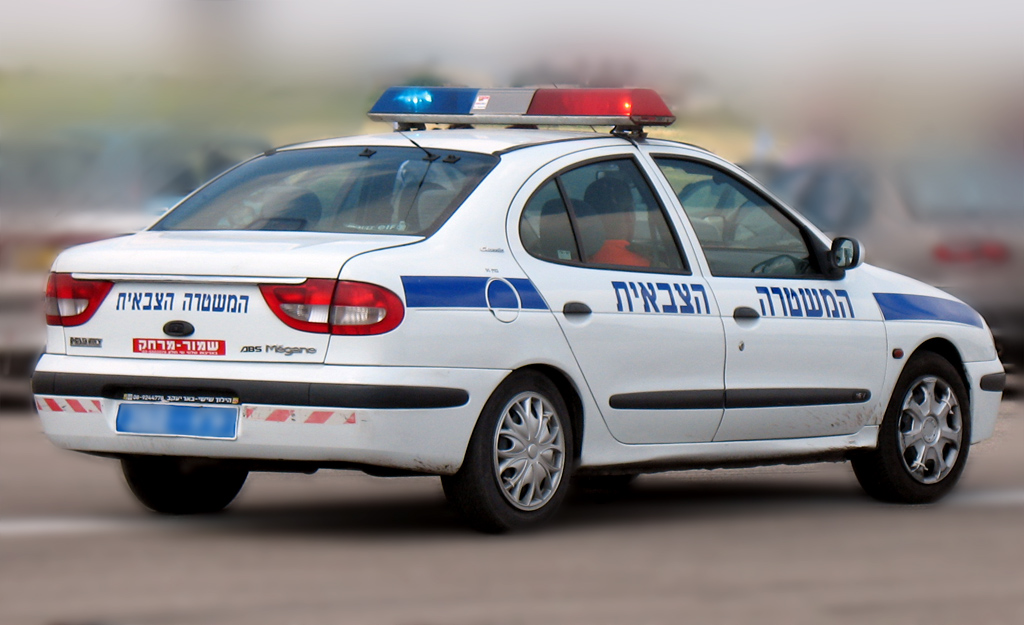
Renault Megane de la Policia Militar de les FDI.
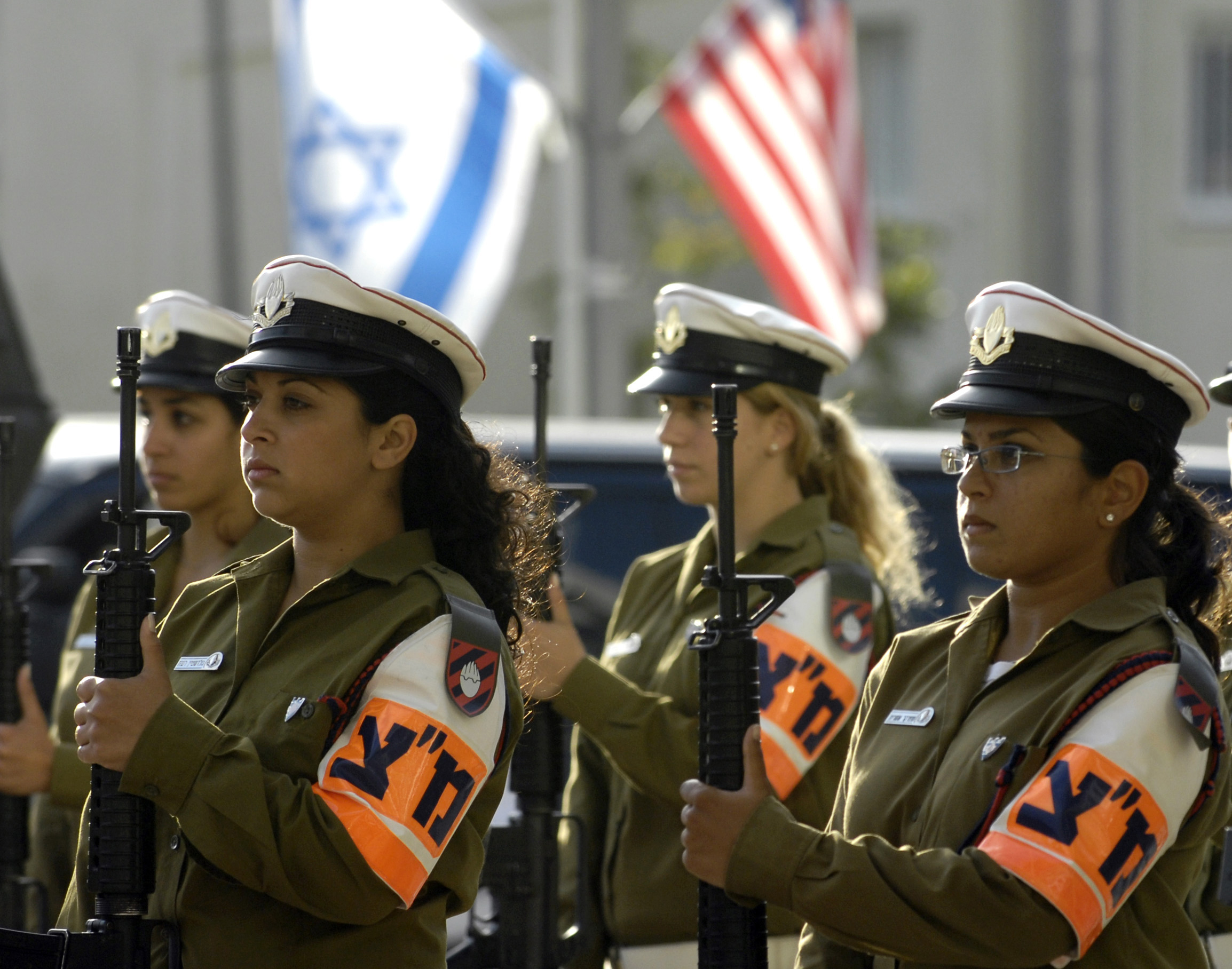
Dones soldat de la Policia Militar de les FDI.
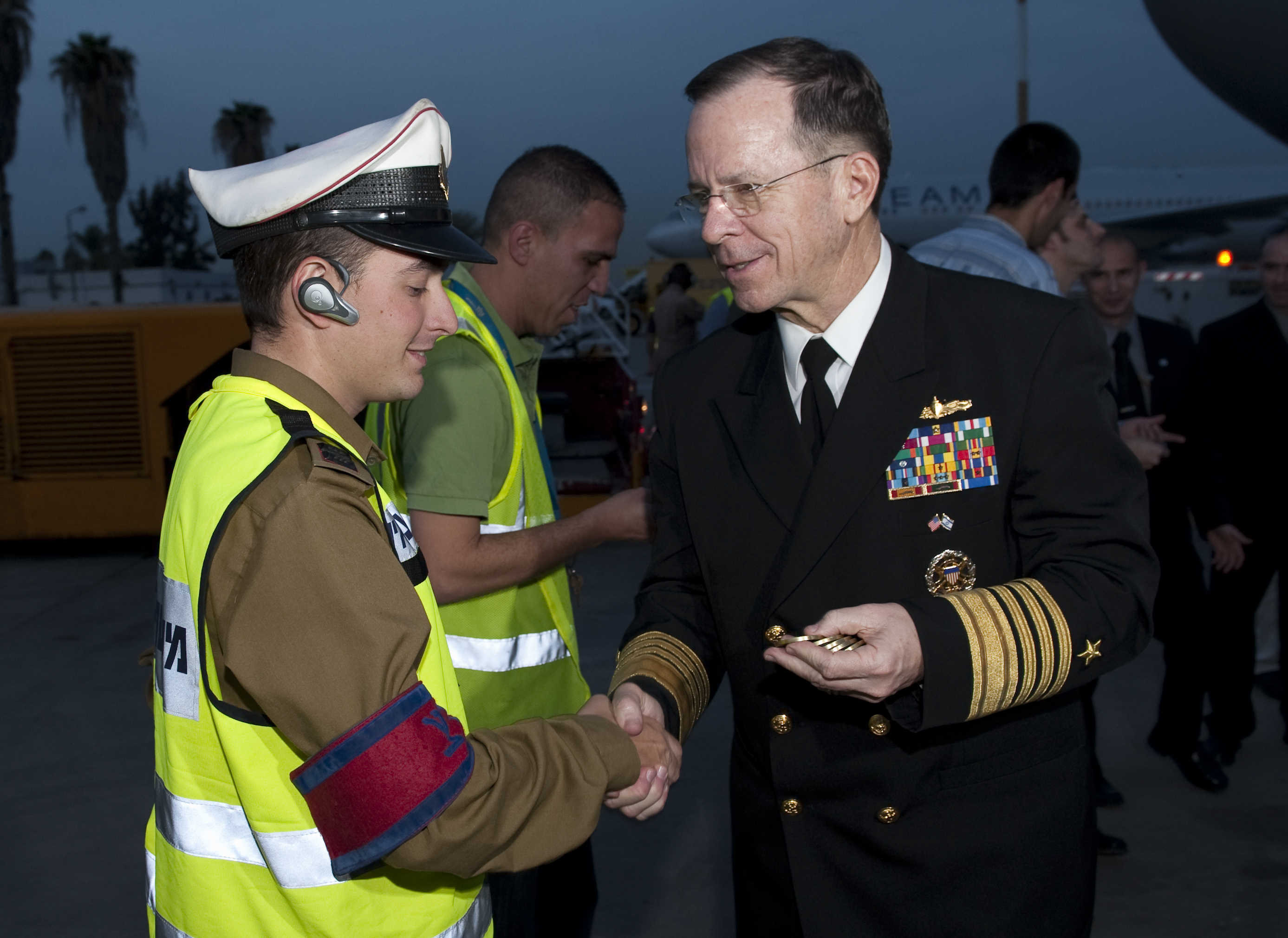
Visita de l'almirall Michael McMullen dels Estats Units. L'almirall dona la mà a un soldat de la Policia Militar israeliana.